# Koolasuchus cleelandi
Koolasuchus cleelandi és una espècie de gran amfibi temnospòndil que va viure al Cretaci en el que avui en dia és Austràlia.